# Fédération malgache de football
La Fédération malgache de football (FMF) est une association régie par la loi No 97 014 en date du 8 août 1997 portant Organisation et Promotion des Activités Physiques et Sportives, ainsi que des décrets et textes subséquents pris en son application. Elle a pour tâche de gérer le football à Madagascar et pour objectif de promouvoir le football à travers l’organisation des compétitions sur l’ensemble du territoire malgache.
La Fédération Malgache de Football a été fondée en 1961. Elle est affiliée à la FIFA depuis 1962. L’association est membre de la CAF ainsi que de la COSAFA.  
Le siège de la FMF est situé 29 Rue de Russie – Isoraka – Antananarivo 101

## Missions et buts
La Fédération Malagasy de Football est chargée principalement des missions et buts suivants : 
- développer, promouvoir, contrôler et réglementer la pratique du football sous toutes ses formes, sur l’ensemble du territoire de Madagascar.
- encourager la pratique de ce sport à l’échelle nationale, dans un esprit de fair-play ;
- organiser les compétitions de Football sous toutes ses formes au niveau national, en définissant au besoin de façon précise les compétences concédées aux différents organes décentralisés qui la composent ;
- contrôler et superviser toutes les rencontres amicales de Football sous toutes ses formes qui se disputent sur l’ensemble du territoire de Madagascar ;
- gérer les relations sportives internationales en matière de Football sous toutes ses formes ;
- représenter et défendre les intérêts généraux de la Fédération et les intérêts communs de ses membres ;
- collecter, vulgariser et mettre à la disposition des entités concernées tous les textes réglementaire

## Organisation

### Le comité exécutif
Le comité exécutif est l’organe exécutif de la FMF.  Les membres du Comité Exécutif sont composés de : 
- un Président
- trois Vice- Présidents
- sept membres conseillers
- un Directeur Technique National

### Le secrétariat général
Coordonné par le secrétaire général, le secrétariat général est l’organe administratif de la FMF. Il est chargé d’assurer l’ensemble des affaires courantes au sein de la Fédération. 

### Les commissions permanentes de la FMF
Les commissions permanentes de la FMF ont pour attributs de conseiller et d’assister le Comité Exécutif dans l’exercice de ses fonctions.
Les commissions permanentes au sein de la FMF sont : 
- la Commission Technique ;
- la Commission Juridique ;
- la Commission d’Organisation des compétitions ;
- la Commission Financière;
- la Commission Centrale des Arbitres ;
- la Commission du Football Jeunes ;
- la Commission du Football Féminin ;
- la Commission Médicale ;
- la Commission Communication et marketing ;
- la Commission du Statuts des joueurs ;
- la Commission Beach Soccer & Futsal ;
- la Commission d’octroi de licence aux clubs

## Compétitions
La Fédération Malagasy de Football organise les compétitions suivantes : 
- compétitions internationales, avec l’accord de la FIFA, de la CAF et/ou de la COSAFA (CAN, Coupe COSAFA, CHAN, Coupe du monde, Coupe du monde des clubs, ligue des champions) ;
- compétitions nationales (Coupe de Madagascar , Championnat de Madagascar , Supercoupe de Madagascar) ;
- compétitions provinciales et régionales.